# Evenementenhal

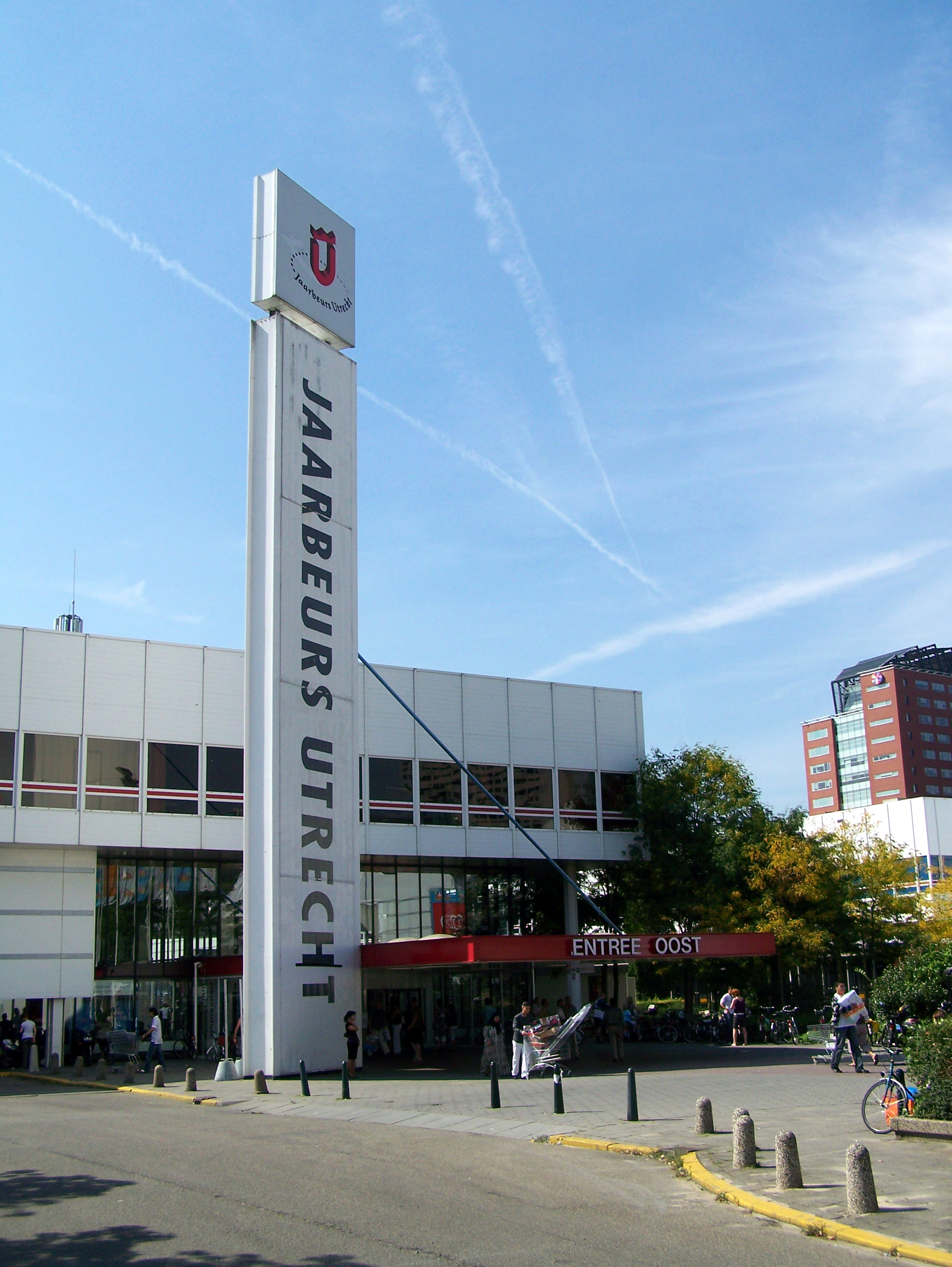
De Jaarbeurs in Utrecht

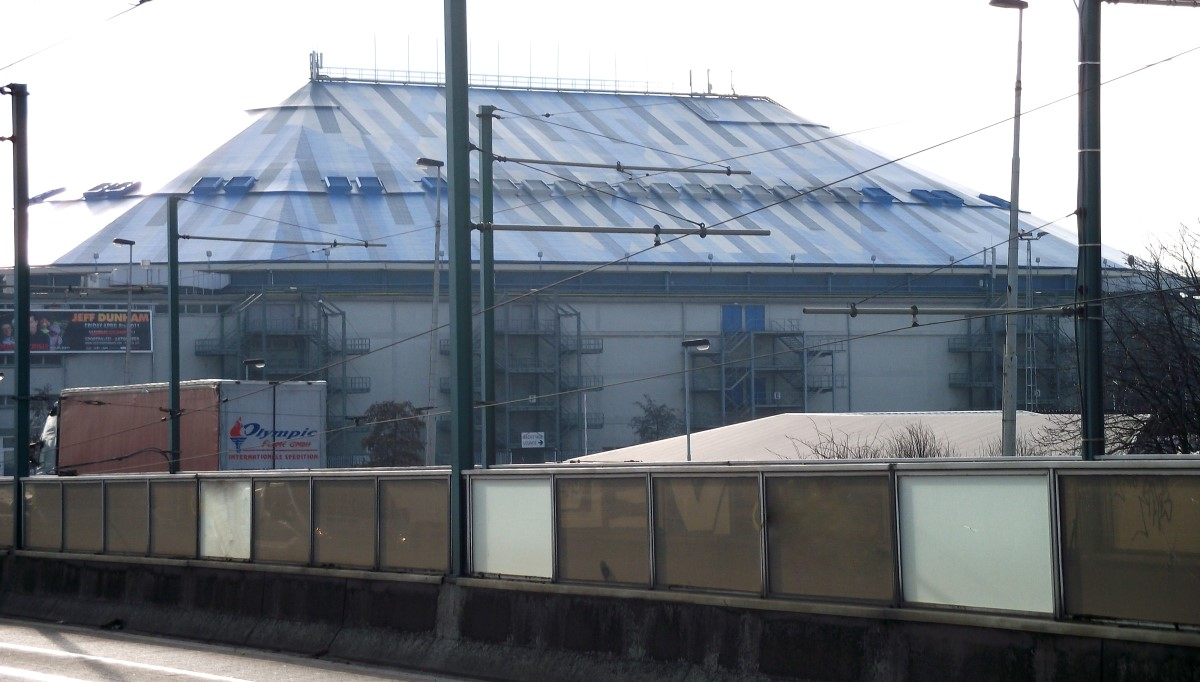
Sportpaleis in Antwerpen

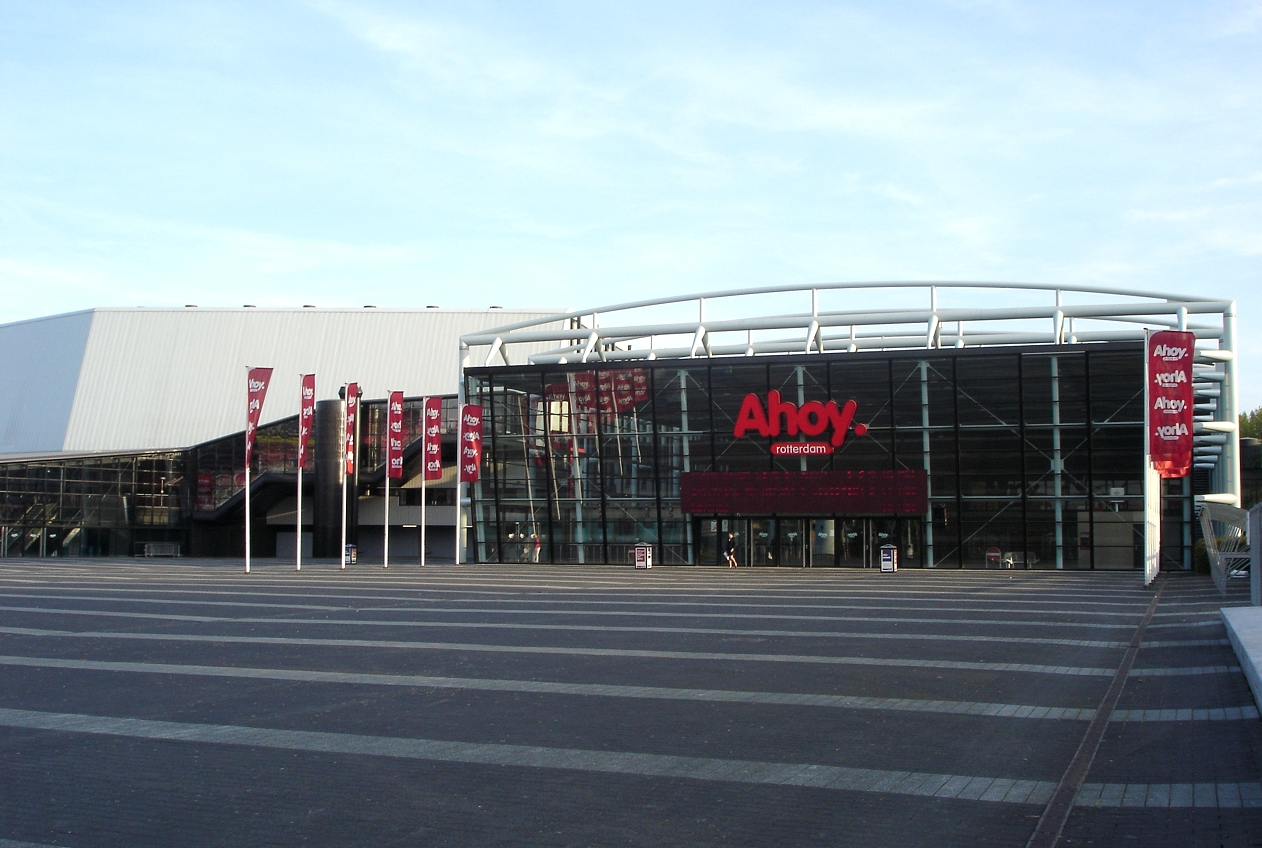
Hoofdingang van Ahoy in Rotterdam

Een evenementenhal (ook wel expositiehal, expo of beurscomplex genoemd) is een gebouw of een ruimte waar evenementen kunnen worden gehouden. Het gaat om grote, ruime, veelal openbare gebouwen, waar ruimte is voorzien om grote massa's bezoekers toe te laten en de evenementen in te richten. Dit kunnen zowel publieke als private sociale of zakelijke bijeenkomsten zijn, zoals beurzen, congressen, concerten, sportevenementen, enz. De meeste evenementenhallen liggen in de buurt van grootstedelijke gebieden, om de locatie van een vlotte bereikbaarheid via de weg en het openbaar vervoer te verzekeren.

## Infrastructuur
Een evenementenhal is dusdanig flexibel ontworpen dat hij snel omgebouwd kan worden voor uiteenlopende bestemmingen. In korte tijd kan er bijvoorbeeld een losse vloer ingelegd worden, tribunes worden geplaatst of afscheidingsmuren worden neergezet. Soms bestaat een evenementenhal feitelijk uit één grote hal; in andere gevallen zijn er meerdere hallen die al dan niet aan elkaar kunnen worden geschakeld, of gescheiden gehouden kunnen worden voor verschillende evenementen die tegelijkertijd plaatsvinden.
Sommigen evenementenhallen bieden ook een zalencentrum: in een apart deel van het gebouw bevinden zich dan een of meerdere vergaderzalen in verschillende afmetingen.
Het complex voorziet vaak in horeca-aangelegenheden, zoals restaurants of hotels.

## Lijst van bekende evenementenhallen

### Argentinië
- Salta Convention Center, Salta

### België
- Brabanthal, Leuven
- Brussels Expo, Brussel
- Waasland Expo, Temse
- Bau Huis, Sint-Niklaas
- Mons Expo, Bergen
- Ancienne Belgique, Brussel
- Koninklijk Circus, Brussel
- Vorst Nationaal, Vorst
- Flanders Expo, Gent
- Park H, Hasselt
- Kortrijk Xpo, Kortrijk
- Nekkerhal, Mechelen
- Lotto Arena, Antwerpen
- Sportpaleis, Antwerpen
- Tomabelhal, Roeselare

### Denemarken
- Bella Center, Kopenhagen

### Duitsland
- Deutsche Messe AG, Hannover
- Neurenberg Messe, Neurenberg

### Frankrijk
- CNIT, La Défense, Parijs

### Israël
- ICC Jeruzalem

### Japan
- Tokyo Big Sight, Odaiba
- Makuhari Messe, Chiba
- Intex Osaka, Osaka

### Nederland
- Brabanthallen, 's-Hertogenbosch
- Rijtuigenloods, Amersfoort
- RAI Amsterdam, Amsterdam
- GelreDome, Arnhem
- Breepark, Breda
- World Forum Convention Center, Den Haag
- Zeelandhallen, Goes
- MartiniPlaza,  Groningen
- WTC Expo, Leeuwarden
- MECC, Maastricht
- Autotron, Rosmalen
- Rotterdam Ahoy, Rotterdam
- Jaarbeurs, Utrecht
- Koningshof, Veldhoven
- PBH, Zuidlaren (in 2016 gesloopt)
- IJsselhallen, Zwolle (in 2024 gesloten)

### Verenigde Staten
- San Diego Convention Center, San Diego